# 시중쉰
시중쉰(중국어 간체자: 习仲勋, 정체자: 習仲勳, 병음: Xí Zhòngxūn, 1913년 10월 15일~2002년 5월 24일)은 중화인민공화국의 정치가이다. 8대 원로 중 한 명으로 시진핑 중국공산당 중앙위원회 총서기의 부친이다. 1979년에 등장한 선전시 경제 특구의 고안자 가운데 한 명으로 알려졌다.

## 생애
산시성 푸핑현의 지주 집안 태생으로 1928년에 중국공산당에 입당하였다. 중화소비에트공화국의 섬서성, 간쑤성, 닝샤후이족자치구의 통치에 관여하였고 중일전쟁 전에 중공의 옌안 해방구에 합류하였다. 1949년 10월 중화인민공화국 수립 후 중앙인민정부 위원, 서북지구 군사정무위 대리주석을 맡았다. 1952년 9월에는 정무원 문화교육위원회 부주임 위원, 1953년 1월에는 당 중앙선전부장, 1959년 4월-1962년 10월 중공 정무원 부총리. 1978년 4월에 광둥성 당위원회 제2서기로 복권, 1979년부터 광둥성의 성장을 역임하였고, 광둥성의 제1서기를 역임하기도 했다. 1978년 12월에 중국공산당 중앙위원에 선출되었다.
중공 정무원 문화교육위 위원으로 있던 기간 티베트 자치구의 불교 문화 보존에 관심을 기울였다. 중화인민공화국 초기에 장둥쑨, 뤄룽지, 장보쥔 등의 탄압에 있어서 비교적 온정적인 태도를 보였고 반우파운동의 확대와 대약진운동에서는 사실상 반대하는 입장이었기 때문에, 마오쩌둥, 저우언라이, 천보다, 마오둔, 캉성 등의 마오쩌둥주의 주도 파벌에서 의심을 갖게 하였고, 1962년 9월 제8기 10중 전회 이후로는 마오 정부에 의해서 필화 사건을 겪으면서 반당 집단의 구성분자로 몰려 해임되었다. 문화대혁명 당시 반당 분자로서 더욱 심한 수모를 겪었고, 화궈펑이 중공 당무를 주도하였던 1978년 2월까지 16년 간 구속되어 있었다.
시중쉰은 1980년대에 들어서 중국 공산당 당내 2인자로 지명된 후야오방이 당내 개혁을 이끌려고 할 때 그와 가까웠을 뿐 아니라 서부 오지 지역 경험이 있던 쑹핑 등과도 얼마만큼 가까운 사이에 있었다.
시중쉰은 아들 시진핑이 칭화 대학에 진학하는 데 영향을 주기도 했다. 만년에 시중쉰은 중국에서 유행한 중국식 로큰롤 음악에 관심을 갖기도 하였다. 덩샤오핑 정권에서 복권되어, 1981년 중국 공산당 중앙서기처 서기, 1982년 중국 공산당 중앙정치국 위원, 1988년 제7기 전인대 상무위원회 부위원장을 역임하였다.
1993년 정계에서 정식 퇴임하였으며, 2002년 5월 24일에 베이징에서 지병으로 별세하였다.

## 가족 관계
- 조부 습영성
- 부친 시쭝더
- 장녀 치차오차오
- 차녀 치안안
- 장남 시정닝
- 차남 시진핑 - 며느리 펑리위안 - 손녀 시밍쩌
- 삼남 시위안핑